# Batalla de Toba-Fushimi
La batalla de Toba-Fushimi (鳥羽・伏見の戦い, Toba-Fushimi no Tatakai) va ser una decisiva batalla de la guerra Boshin, per la seva importància en el desenvolupament de la guerra i en la caiguda del règim del shogunat, aquesta batalla va contribuir poderosament a canviar el curs de la història del Japó.
La batalla es va desenvolupar entre el 27 de gener i el 31 de gener de 1868 (entre el 3 de gener i el 7 de gener segons el calendari lunar que usaven els japonesos), als suburbis de la ciutat japonesa de Kyoto (en l'actualitat els escenaris de la batalla estan enclavats dins de la mateixa ciutat).

## Preparatius i exèrcits enfrontats

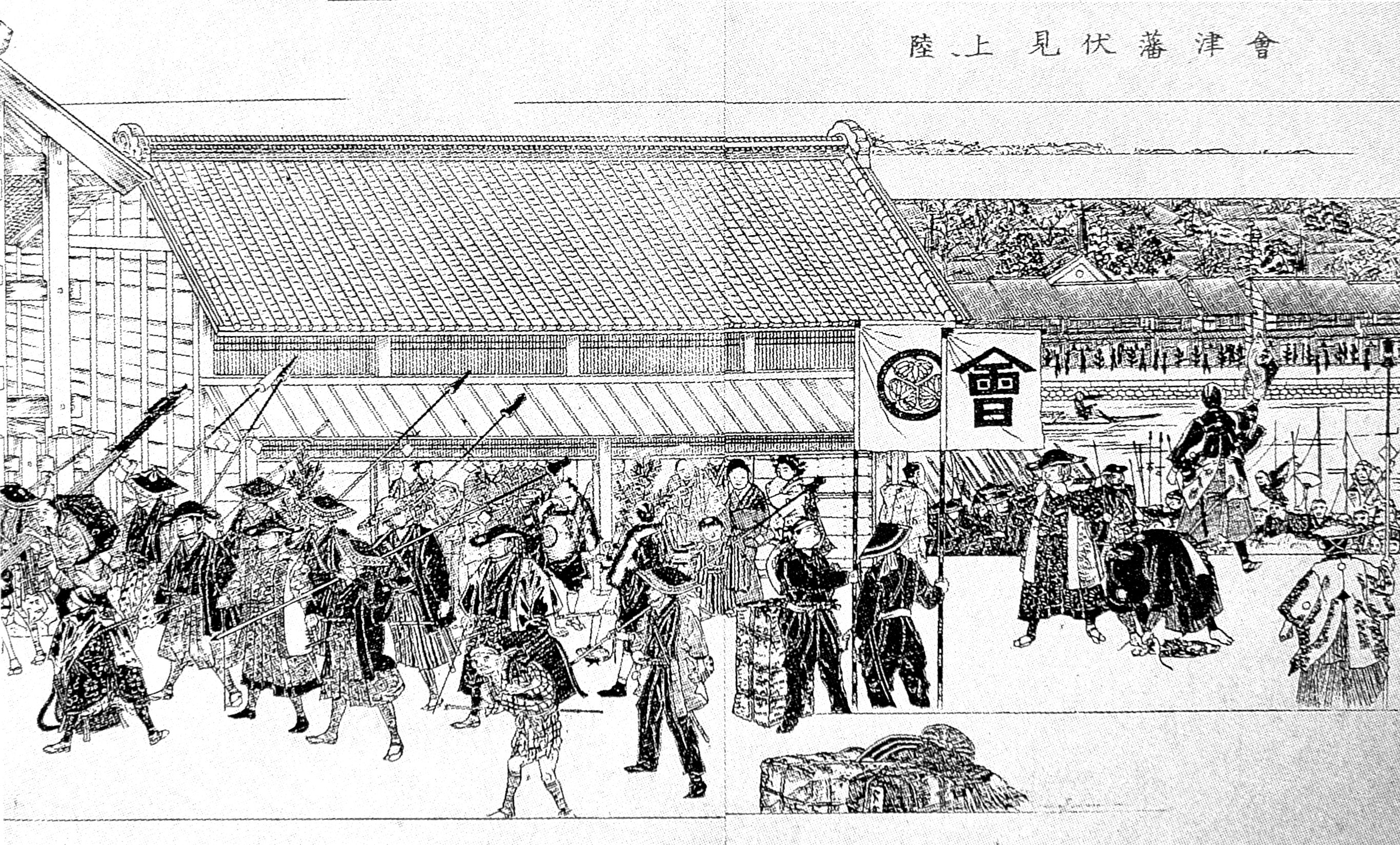
Tropes d'Aizu (integrades en l'Exèrcit shogunal) desembarquen a Fushimi: una combinació de samurais antics amb piques (a l'esquerra), i de tropes modernes amb armes de foc (que apareixen a la dreta).

L'exèrcit shogunal estava format per entre 10.000 i 15.000 homes i superava almenys per 3 a 1 a l'exèrcit imperial (constituït per les forces de Chōshū, Satsuma i Tosa). La majoria dels soldats de l'exèrcit shogunal provenien de Kuwana i Aizu (dos han governats per daimios que donaven suport al shōgun), a més d'irregulars del Shinsengumi (la policia política especial del règim shogunal). Encara que alguns dels soldats shogunals fossin mercenaris, els altres havien rebut entrenament per part d'assessors militars francesos portats al país pel règim shogunal per reformar les seves forces armades. La majoria dels homes de les forces shogunals desplegats en les línies de combat estaven armats a la manera arcaica japonesa, amb naginates i diferents tipus d'espases japoneses (katanes, tachis, wakizashis, Ōdachis, nodachis, etc.). És important notar que no hi havia una intenció clarament definida de lluitar per part dels shogunals, testificada pel fet que molts dels homes en l'avantguarda tenien els seus rifles buits.
Per la seva banda l'exèrcit imperial de Meiji, encara que en desavantatge en nombre, tenia un important avantatge en altres sentits. Els líders de Satsuma i Chōshū, malgrat la seva xenofòbia, havien estat més ràpids, radicals i efectius que els seus enemics shogunals a l'hora d'adoptar la tecnologia militar occidental i el seu entrenament. Chōshū i Satsuma havien anat molt lluny a l'hora de donar-li l'esquena a les arcaiques normes que regien la forma de fer la guerra al Japó, fins llavors l'ofici de les armes era exclusiu de la classe guerrera dels samurais, però els líders de la Revolució Meiji havien estat molt de temps reclutant simples camperols per a formar-los com a soldats moderns a l'estil occidental de les seves milícies rebels. Per tant, l'exèrcit imperial era una barreja de samurais i soldats camperols. A més, així com els shogunals havien rebut algun entrenament i formació d'assessors militars francesos, les forces imperials havien rebut entrenament d'alguns assessors militars anglesos.
Però el més important i decisiu és que els entre 3.500 i 5.000 homes de l'exèrcit imperial van ser totalment modernitzats al seu armament amb canons Armstrong (de fabricació britànica), fusells Minié (de fabricació francesa) i metralladores Gatling (de fabricació nord-americana). Allò els donava un clar avantatge les tropes shogunals, que tenien moltes menys armes de foc i que majoritàriament anaven armats amb armes blanques japoneses.